# Тодор Павлов
Тодор Димитров Павлов (Штип, 14. фебруар 1890 — Софија, 8. мај 1977) је истакнута личност Бугарске комунистичке партије, регент Бугарске (9. септембра 1944 — 15. септембра 1946).

## Биографија
Тодор Павлов је рођен 14. фебруара 1890. у Штипу (тада Отоманска империја) у породици учитеља Димитра Павлова Грозданофа. Године 1914. дипломирао је на Универзитету у Софији специјализово је филозофију и педагогију, а затим предавао као наставник.
У 1919. години, придружио се Бугарској комунистичкој партији. Од 1922—1923, био је уредник про-комунистичких новине "Mладих". У лето 1923. је био ухапшен, али је касније пуштен. Године 1924. је изабран у руководству правно легалне Лабуристичке партије и Централног комитета Комунистичке партије у илегали.
Након напада на Цркву "Свете Недеље" и 16. априла 1925. године је ухапшен и осуђен на затвор у трајању од дванајст година. Године 1929. је помилован и пуштен. Ради у настави као професор у антиратној лиги. Године 1932. је емигрирао у СССР и постао професор дијалектичког материјализма на Институту за Црвене професоре у Москви. Године 1936. се вратио у Бугарску када се посвећује новинарским радом. Између 1941—1943, био је интерниран у концентрационе логоре.
Дана 9. септембра 1944. одлуком Националног комитета Отачбинског фронта и владином уредбом је именован за регента Краљевине Бугарске. Као регент вежбе сва права задржана су у Уставу из Трнова, укључујући и право да именује и разрешава високу војну команду.
У јануару 1945. године изабран је почасног председника "македонског Научног института Димитар Влахов". Учествујте у изради "македонске идеје" и штити пробугарске и промакедонске националне идеје.
1945. године је изабран за академика. Павлов је био професор на Универзитету у Софији у периоду 1946—1948, као и национални представник од 1946. до 1976. године.
Био је члан Централног комитета Комунистичке партије Бугарске од 1957. до 1977. члан Политбироа Комунистичке партије од 1966. до 1976. и два пута члан Президијума Народне скупштине (1947—1954 и 1962—1971).
Председник Бугарске академије наука био је у периоду 1947—1962, директор Института за филозофију Академије наука (1949—1952 и 1960—1977), почасни председник Савеза књижевника Бугарске. Два пута је проглашен за "Херој социјалистичког рада" (1960. и 1965.) и једном за "Хероја Народне Републике Бугарске" (1970).